# بی پوینت (کالیفرنیا)
بی پوینت (به انگلیسی: Bay Point) یک منطقهٔ مسکونی در ایالات متحده آمریکا است که در شهرستان کنترا کوستا، کالیفرنیا واقع شده‌است. بی پوینت ۱۹٫۱۷ کیلومتر مربع مساحت و ۲۲٬۶۳۹ نفر جمعیت دارد و ۲۷ متر بالاتر از سطح دریا واقع شده‌است.